# Islandia en el Festival de la Canción de Eurovisión 1992
Islandia participó en el Festival de la Canción de Eurovisión 1992 en Malmö, Suecia, con la canción "Nei eða já", interpretada por Heart 2 Heart, compuesta por Friðrik Karlsson y Grétar Örvarsson, y escrita por Stefán Hílmarsson. Los representantes islandeses fueron escogidos por medio del Söngvakeppni Sjónvarpsins 1992, organizado por la RÚV. Islandia obtuvo el 7.º puesto el sábado 09 de mayo de 1992.

## Antes de Eurovisión

### Söngvakeppni Sjónvarpsins 1992
La emisora islandesa, Ríkisútvarpið (RÚV), celebró una final nacional para seleccionar la entrada islandesa para el Festival de la Canción de Eurovisión 1992 - Söngvakeppni Sjónvarpsins 1992. El concurso se celebró en los estudios de televisión de la RÚV en Reykjavík el 22 de febrero de 1992, presentado por Sigrún Waage. Compitieron 9 canciones, decidiéndose el ganador mediante los votos de 8 jurados regionales y un jurado profesional. Los ganadores fueron Sigríður Beinteinsdóttir y Sigrún Eva Ármannsdóttir con la canción "Nei eða já" (No o Sí), compuesta por Friðrik Karlsson, Grétar Örvarsson y Stefán Hilmarsson. Sigríður había representado previamente a Islandia en 1990 como miembro de Stjórnin con "Eitt lag enn".
| Final – 22 de febrero de 1992 | Final – 22 de febrero de 1992                       | Final – 22 de febrero de 1992  | Final – 22 de febrero de 1992 | Final – 22 de febrero de 1992 |
| #                             | Artista                                             | Canción                        | Puntos                        | Puesto                        |
| ----------------------------- | --------------------------------------------------- | ------------------------------ | ----------------------------- | ----------------------------- |
| 1                             | Arnar Freyr Gunnarsson                              | "Eva"                          | 36                            | 7                             |
| 2                             | Margét Eir                                          | "Þú mátt mig engu leyna"       | 43                            | 6                             |
| 3                             | Helga Möller & Karl Örvarsson                       | "Þú, um þig, frá þér, til þín" | 30                            | 8                             |
| 4                             | Bjarni Arason                                       | "Karen"                        | 80                            | 2                             |
| 5                             | Gylfi Már Hilmisson                                 | "Nótt sem dag"                 | 24                            | 9                             |
| 6                             | Sigríður Beinteinsdóttir & Sigrún Eva Ármannsdóttir | "Nei eða já"                   | 92                            | 1                             |
| 7                             | Guðrún Gunnarsdóttir                                | "Ljósdimma nótt"               | 51                            | 4                             |
| 8                             | Björgvin Halldórsson                                | "Mig dreymir"                  | 68                            | 3                             |
| 9                             | Helga Möller & Karl Örvarsson                       | "Einfalt mál"                  | 48                            | 5                             |

| Votos detallados de Jurados Regionales | Votos detallados de Jurados Regionales | Votos detallados de Jurados Regionales | Votos detallados de Jurados Regionales | Votos detallados de Jurados Regionales | Votos detallados de Jurados Regionales | Votos detallados de Jurados Regionales | Votos detallados de Jurados Regionales | Votos detallados de Jurados Regionales | Votos detallados de Jurados Regionales | Votos detallados de Jurados Regionales | Votos detallados de Jurados Regionales |
| Sorteo                                 | Canción                                | Oeste                                  | Westfjords                             | Noroeste                               | Nordeste                               | Este                                   | Sur                                    | Reykjanes                              | Reykjavík                              | Profesionales                          | Total                                  |
| -------------------------------------- | -------------------------------------- | -------------------------------------- | -------------------------------------- | -------------------------------------- | -------------------------------------- | -------------------------------------- | -------------------------------------- | -------------------------------------- | -------------------------------------- | -------------------------------------- | -------------------------------------- |
| 1                                      | "Eva"                                  | 5                                      | 5                                      | 3                                      | 8                                      | 2                                      | 5                                      | 6                                      | 2                                      |                                        | 36                                     |
| 2                                      | "Þú mátt mig engu leyna"               | 3                                      | 4                                      | 5                                      | 6                                      | 7                                      | 6                                      | 7                                      | 5                                      |                                        | 43                                     |
| 3                                      | "Þú, um þig, frá þér, til þín"         | 6                                      | 3                                      | 4                                      | 2                                      | 3                                      | 2                                      | 4                                      | 6                                      |                                        | 30                                     |
| 4                                      | "Karen"                                | 10                                     | 10                                     | 10                                     | 10                                     | 12                                     | 8                                      | 8                                      | 12                                     |                                        | 80                                     |
| 5                                      | "Nótt sem dag"                         | 4                                      | 2                                      | 2                                      | 3                                      | 5                                      | 3                                      | 2                                      | 3                                      |                                        | 24                                     |
| 6                                      | "Nei eða já"                           | 12                                     | 12                                     | 12                                     | 12                                     | 10                                     | 12                                     | 12                                     | 10                                     |                                        | 92                                     |
| 7                                      | "Ljósdimma nótt"                       | 8                                      | 7                                      | 8                                      | 7                                      | 6                                      | 4                                      | 3                                      | 8                                      |                                        | 51                                     |
| 8                                      | "Mig dreymir"                          | 7                                      | 6                                      | 6                                      | 5                                      | 4                                      | 7                                      | 10                                     | 7                                      | 16                                     | 68                                     |
| 9                                      | "Einfalt mál"                          | 2                                      | 8                                      | 7                                      | 4                                      | 8                                      | 10                                     | 5                                      | 4                                      |                                        | 48                                     |

## En Eurovisión
Sigríður y Sigrún junto con Grétar Örvarsson y Friðrik Karlsson formaron Heart 2 Heart. El grupo actuó 11.º en la noche del concurso, después de Malta y antes de Finlandia, recibiendo 80 puntos por su interpretación de "Nei eða ja", colocándose 7.º de los 23 países competidores.

### Puntos otorgados a Islandia
| Final                             | Final              | Final    | Final          | Final                                   |
| 12 puntos                         | 10 puntos          | 8 puntos | 7 puntos       | 6 puntos                                |
| --------------------------------- | ------------------ | -------- | -------------- | --------------------------------------- |
| - Reino Unido                     |                    | - España | - Austria      | - Alemania - Grecia - Portugal - Suecia |
| 5 puntos                          | 4 puntos           | 3 puntos | 2 puntos       | 1 punto                                 |
| - Dinamarca - Italia - Luxemburgo | - Bélgica - Israel | - Suiza  | - Países Bajos | - Noruega                               |

### Puntos otorgados por Islandia
| Final     | Final        |
| --------- | ------------ |
| 12 puntos | Suiza        |
| 10 puntos | Italia       |
| 8 puntos  | Malta        |
| 7 puntos  | Irlanda      |
| 6 puntos  | Dinamarca    |
| 5 puntos  | Yugoslavia   |
| 4 puntos  | Reino Unido  |
| 3 puntos  | Países Bajos |
| 2 puntos  | Grecia       |
| 1 punto   | Noruega      |